# 2639 Планман
2639 Планман (2639 Planman) — астероїд головного поясу, відкритий 9 квітня 1940 року.
Тіссеранів параметр щодо Юпітера — 3,455.